# 渡辺真理のコトバ遺産 〜未来に伝えたいあの一言〜
『ENEOSプレゼンツ 渡辺真理のコトバ遺産 〜未来に伝えたいあの一言〜』（エネオス・プレゼンツ わたなべまりのコトバいさん みらいにつたえたいあのひとこと）とはTBSラジオをキー局とするJRN系列局で放送されたラジオ番組である。ENEOSの一社提供番組。

## 概要
2009年4月6日に放送を開始、2011年3月28日に終了した番組である。2009年3月30日に終了した『JOMO あの人の物語』の後継番組であった。おもに20世紀以前に活躍した歴史上の人物（偉人）や作家・小説家などが遺した言葉を後世に伝えていくことをコンセプトとしており、毎週一つの「名言」と、その名言を遺した人物の来歴、エピソードを紹介した。また番組の最後には1曲の洋楽を、日本語訳した歌詞の一節とともに紹介していた。第1回放送ではガリレオ・ガリレイの名言とジョン・レノンの楽曲を、最終回では岡本太郎の名言と再びジョン・レノンの楽曲を採り上げた。
当初はジャパンエナジー（JOMO）の協賛で「JOMO Presents-」として放送されていたが、ジャパンエナジーと新日本石油の経営統合→合併により2010年7月1日付で「JX日鉱日石エネルギー」の設立とガソリンスタンドブランドが「ENEOS」へ統一されたことを受けて、同年7月5日放送より協賛スポンサー名義が「ENEOS Presents-」となった。

## パーソナリティ
- 渡辺真理

## ネット局・放送時間
関西地方では前番組『JOMO あの人の物語』と同様に朝日放送（ABCラジオ）および和歌山放送の2局で放送された。
※放送曜日がないものはすべて月曜日に放送。
- TBSラジオ（制作局）：17:50 - 18:00
- 北海道放送：17:00 - 17:10
- 青森放送：18:20 - 18:30
- IBC岩手放送：18:20 - 18:30
- 東北放送：18:00 - 18:10
- 秋田放送：18:20 - 18:30
- 山形放送：18:50 - 19:00
- ラジオ福島：火曜18:30 - 18:40
- 新潟放送：18:30 - 18:40
- 信越放送：20:00 - 20:10
- 山梨放送：18:20 - 18:30
- 静岡放送：18:20 - 18:30
- 中部日本放送：18:50 - 19:00（『河原龍夫のヒット!ヒット!パラダイス』内）
- 北日本放送：18:20 - 18:30
- 北陸放送：18:10 - 18:20
- 福井放送：18:20 - 18:30
- 和歌山放送：19:50 - 20:00
- 朝日放送：17:55 - 18:05（『スポーツにぴたっと。』内）
- 山陰放送：18:20 - 18:30
- 山陽放送：18:20 - 18:30
- 中国放送：17:47 - 17:57
- 山口放送：18:20 - 18:30
- 四国放送：18:20 - 18:30
- 西日本放送：金曜18:00 - 18:10
- 南海放送：火曜16:00 - 16:10
- 高知放送：18:20 - 21:00
- RKB毎日放送：18:20 - 18:30
- 長崎放送・NBCラジオ佐賀：19:00 - 19:10
- 熊本放送：19:00 - 19:10
- 大分放送：19:00 - 19:10
- 宮崎放送：火曜18:30 - 18:40
- 南日本放送：19:00 - 19:10
- 琉球放送：18:30 - 18:40

## その他
- 2011年3月14日の放送では11日に発生した東日本大震災（東北地方太平洋沖地震）に配慮し番組を休止、水野真裕美が担当し「この時間は音楽でお楽しみ下さい」と邦楽2曲を放送。TBSラジオでは次の番組『Kakiiin』を前倒しして放送を始めた。また翌3月21日、最終回の3月28日の放送では『渡辺真理のコトバ遺産』を通常通りの内容で放送したが、ENEOSのスポンサーコールなどは行わず、CMもACジャパンのものに差し替えられた。なお最終回の放送ではACジャパンのCMとともにENEOSから石油製品に関するお願いが放送された。

- この番組の終了に伴い、共同石油時代の1978年4月から続いたTBSラジオ・JRN系列のENEOS提供番組は33年の歴史に幕を閉じ、ENEOS提供のラジオ番組はニッポン放送の「清水ミチコのミッチャン・インポッシブル」（「JX童話の花束」）のみになる。